# The Tale of Jemima Puddle-Duck
The Tale of Jemima Puddle-Duck, é um livro infantil britânico escrito e ilustrado por Beatrix Potter, e editado pela Frederick Warne & Co em Julho de 1908. Beatrix escreveu o livro em Hill Top, uma quinta em Lake District que ela tinha comprado em 1905. Na sequência da aquisição do imóvel, os seus trabalhos começaram a ter como tema o campo e a vida rural nas aldeias, incluindo várias personagens animais e vilões sinistros. Jemima Puddle-Duck foi a primeira das suas obras cuja acção se passa inteiramente na quinta, e ilustrações baseadas nos edifícios e terraços da quinta, e locais vizinhos.
Jemima é uma pata doméstica da raça Aylesbury, cujos ovos são diariamente levados pela mulher do rendeiro, porque ela acha que Jemina não é uma boa chocadeira de ovos. Jemima procura um local longe da quinta onde ela possa chocar os seus ovos sem interferência de humanos, e ingenuamente confessa os seus problemas a uma raposa que a convida para fazer o ninho num galpão em sua casa. A pata aceita o convite, desconhecendo o perigo em que se encontrava: a raposa planeia matá-la e comê-la. Kep, um cão da quinta, descobre o paradeiro de Jemima e salva-a a tempo. Beatrix afirmou que o conto era uma versão de "Capuchinho Vermelho" com Jemima, a raposa e o cão a substituir capuchinho, o lobo e o lenhador. Jemima, Kep, a mulher do rendeiro e as suas duas crianças foram baseadas em pessoas reais da quinta de Hill Top.
O livro foi muito popular. Foram vários os produtos comercializados incluindo uma boneca de Jemima com um chapéu e xaile, um livro para pintar em 1925, e pequenas esteiras de tecido pintadas à mão por Beatrix e distribuídas a amigos. A crítica considerou-o um dos melhores da escritora. Em 1971, a história fez parte do filme do Royal Ballet, The Tales of Beatrix Potter, e, em 1993, foi transmitido na televisão num episódio animado da série de antologias da BBC, The World of Peter Rabbit and Friends.